# Lycophotia molothina occidentalis
Lycophotia molothina occidentalis é uma subespécie de insetos lepidópteros, mais especificamente de traças, pertencente à família Noctuidae.
A autoridade científica da subespécie é Bellier, tendo sido descrita no ano de 1860.
Trata-se de uma subespécie presente no território português.